# Alcyonidium kermadecense
Alcyonidium kermadecense är en mossdjursart som beskrevs av Gordon 1984. Alcyonidium kermadecense ingår i släktet Alcyonidium och familjen Alcyonidiidae. Inga underarter finns listade i Catalogue of Life.